# Josef Šejnost

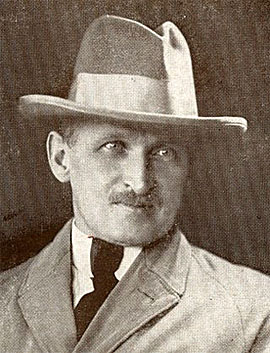
Josef Šejnost

Josef Šejnost (* 30. Mai 1878 in Těšenov; † 9. Februar 1941 in Prag) war ein tschechischer Bildhauer und Medailleur.

## Leben
Šejnost erhielt seine künstlerische Ausbildung an der Keramikschule Bechyně und setzte seine Studien dann bei Stanislav Sucharda an der Kunstgewerbeschule Prag fort.
Am Křemešník errichtete ihm 1930 der Architekt Kamil Hilbert, die einer gotischen Burg nachempfundene Villa U sedmi havranů (Bei den sieben Raben), die heute als das Větrný zámek (Windschloss) bekannt ist.
Zu seinen bedeutendsten Werken gehören vor allem Gedenkmedaillen.

## Werke
- Karlín 1817-1917, Gedenkmedaille zum 100. Jubiläum der Gründung der Prager Vorstadt, 1917
- Obchodní a živnostenská komora v Plzni (Handels- und Gewerbekammer Pilsen), Gedenkmedaille 1924
- Jan Novotný, Direktor der Tschechoslowakischen Gewerbebank, Gedenkmedaille 1927
- Veitsdom, Gedenkmedaille zur Vollendung, 1929
- Antonín  Švehla, Gedenkmedaille zum 60. Geburtstag, 1933
- Tomáš Garrigue Masaryk, Medaille, 1934
- Edvard Beneš, Medaille, 1936